# Jeep

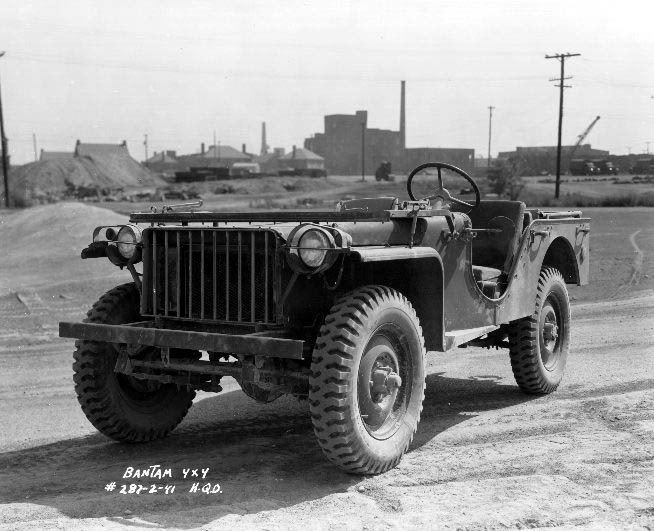
Bantam BRC 40

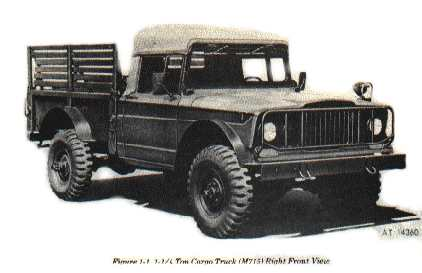
Jeep M715

Jeep je značka výrobce automobilů a registrovaná ochranná známka koncernu Chrysler.
Slovo „jeep“ nebo „džíp“ je často používáno jako synonymum pro vozidla podobného tvaru a využití.

## Historie

### Původ slova „jeep“
Nejčastěji (ovšem mylně) bývá původ slova odvozován od zkratky „GP“ („General Purpose“, univerzální využití), která se foneticky podobá slovu „jeep“ (čti džíp). Proti tomuto vysvětlení ale existuje pádný argument - Jeep nebyl původně určen pro obecné, ale pro velmi specifické využití. Navíc ve skutečnosti žádné takové armádní označení neexistovalo, pouze Ford tak označoval své vozidla, jak je popsáno dále.
Další (a pravdivá) varianta původy zkratky „GP“ je nomenklatura firmy Ford, kde „G“ značí „Government use“ (tedy vládní využití, vládními institucemi, armádou apod.) a „P“ značí (průzkumná) vozidla s rozvorem 80 palců (1 palec/inch = 2,54cm). Později bylo k továrnímu označení přidáno „W“ značící konstrukci firmy Willys (odlišení od vlastního projektu firmy Ford, později byla vyráběna také verze GPA (Amphibious = obojživelné).
V tisku pojem „jeep" poprvé použila novinářka Katrie Hillyer dne 19. února 1941 ve washingtonských novinách Daily News. Psala o předvádění prototypu Willys-Overland a použila pojmenování, které pro automobil používal zkušební jezdec Irving Hausmann.
Od roku 1941 se názvu Jeep začíná běžně užívat pro vojenská vozidla s pohonem 4×4 firmy Willys-Overland Inc., která později značku registruje.

### První Jeepy
První Jeepy vzešly ze soutěže US-Army, které se zúčastnily firmy, např. Willys-Overland, Ford a American Austin Car Company. Požadavky zněly: Lehký terénní automobil s pohonem všech 4 kol o maximální hmotnosti 590 kg který by uvezl 272 kg. Osm vozidel mělo mít řízení obou náprav a vyšší povolenou hmotnost o 34 kg. Každé firmě byla poskytnuta dotace 175 000 dolarů. Původní favorit American Austin Car Company se svým typem Bantam GP byl postupně vyřazen ze hry a vítězem se stala společnost Willys-Overland s modelem MB. Výroba se rozběhla v Toledu, Ohio. Edsel Ford získal alespoň spoluúčast na výrobě. Firma Bantam se začala zabývat výrobou přívěsů za vojenská vozidla.

### O značce
Více než 65 let je značka Jeep® symbolem pohonu všech kol. Značka Jeep® patří do portfolia koncernu Chrysler Group LLC.
Společnost Chrysler LLC, jejíž centrála se nachází v Auburn Hills v Michiganu, je výrobcem vozů a výrobků značky Chrysler, Jeep, Dodge a Mopar. Celkový objem prodeje v roce 2008 dosáhl 2 miliony vozů. Rok 2008 byl pro Chrysler International druhým nejlepším rokem za poslední desetiletí, co se týká prodeje vozů mimo území Severní Ameriky, a třetím nejlepším v celé její historii.
Do sortimentu výrobků společnosti Chrysler LLC se řadí některá ze světově nejuznávanějších vozidel, včetně Chrysler 300 a Town & Country, Jeep Wrangler a Grand Cherokee, Dodge Challenger a Ram.
Na podzim 2008 společnost Chrysler představila na trhu tři prototypy vozů se zdokonaleným elektrickým pohonem - Dodge EV, Jeep EV a Chrysler EV. Výroba jednoho z nich se plánuje pro spotřebitele na severoamerickém trhu v roce 2010 a pro evropský trh po roce 2010.
V červnu 2009 došlo k vytvoření globální strategické aliance se společností Fiat S.p.a.

### Technické parametry
1. Největší trvalá cestovní rychlost 88 km/h bez vytáčení motoru do nejvyšších otáček.
2. Nejmenší rychlost 5 km/h.
3. Minimální brodivost 460 mm při rychlosti 5 km/h aniž by zatékalo do vozidla.
4. Možnost namontování řetězů a možnost stálé jízdy s nimi.
5. Celková hmotnost 950 kg (987 kg pro verzi s řízením obou náprav).
6. Minimální užitečná hmotnost 363 kg pro obsluhu (bez řidiče a výstroje).
7. Nejmenší světlá výška 203 mm.
8. Nájezdový úhel 45° (35° u plně zatíženého vozu).
9. Možnost otočit světlomety do prostoru motoru (pro případnou noční opravu).

### Další verze
V průběhu výroby se objevily další varianty: obojživelné vozy, autogira, nákladní, odlehčené pro potřeby parašutistů, polopásové vozidlo, sněžný traktor, drezína, prodloužená verze nebo dokonce opancéřovaný vůz. Sériově se do výroby dostal pouze Ford GPA Seep - obojživelný Jeep. Byl o 660 kilogramů těžší než klasický Jeep. Tento model byl napodoben i v Sovětském svazu, kam se hojně dovážel a dokonce i v Československu (vozy Tatra T801, Škoda 972).

### Poválečné období
Jeepy se po druhé světové válce licenčně vyráběly v 26 zemích světa. Firma Willys pokračovala s civilními typy CJ2 a CJ3 a následně i další typy odvozené z modernizovaných vojenských verzí. V roce 1973 získal typ CJ7 titul Automobil roku s pohonem všech kol. V roce 1984 automobilka tento úspěch zopakovala s typem XJ (Jeep Cherokee). V roce 1985 přišel třetí titul pro typ Jeep Comanche. Jednalo se o pick-up odvozený od modelu XJ. Ve stejném roce byly starší typy CJ5 a CJ7 nahrazeny novým modelem Wrangler. V roce 1991 uběhlo 50 let od vyrobení prvního Jeepu.

### Majitelé značky Jeep
- od 1941: Willys-Overland
- od 1953: Kaiser
- od 1963: Kaiser-Jeep
- od 1970: AMC (American Motors Corporation)
- od 1987: Chrysler
- od 1998: Daimler Chrysler
- od 2007: Chrysler LLC
- od 2009: Chrysler Group LLC (dceřiná společnost koncernu Fiat)

## Současné modely
- Jeep Cherokee
- Jeep Compass
- Jeep Gladiator
- Jeep Grand Cherokee
- Jeep Renegade
- Jeep Wrangler